# Cascade d'Emerald Pool
 (juillet 2022).
Si vous disposez d'ouvrages ou d'articles de référence ou si vous connaissez des sites web de qualité traitant du thème abordé ici, merci de compléter l'article en donnant les références utiles à sa vérifiabilité et en les liant à la section « Notes et références ».
La cascade d'Emerald Pool est une chute d'eau de 12 mètres de hauteur située dans le parc national de Morne Trois Pitons à la Dominique.

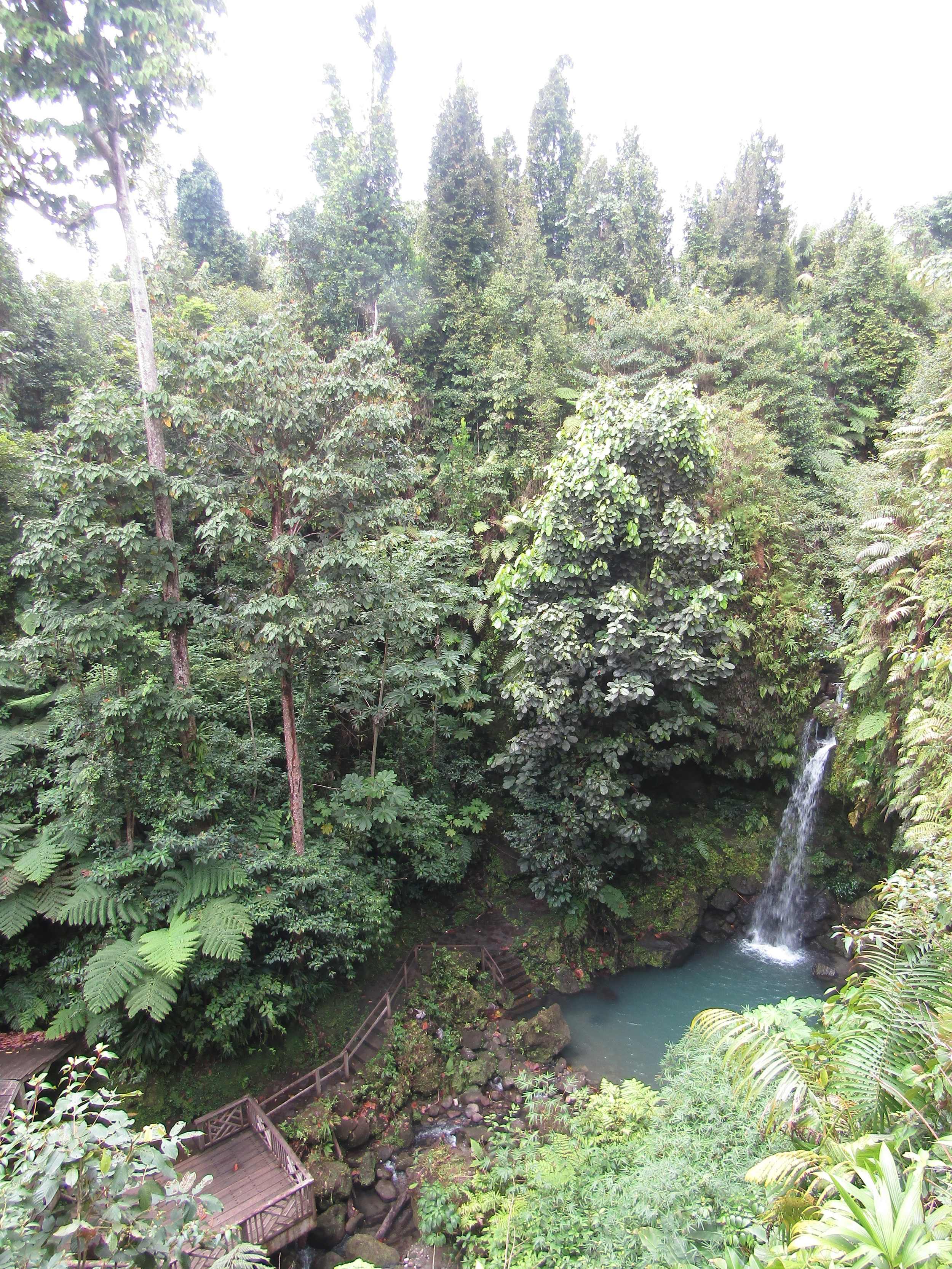
Cascade d'Emerald Pool.

Elle est située à quelques encablures du village de Pont-Cassé et c'est l'un des sites majeurs du pays du fait de la couleur de son bassin.